# 橘子紅了 (電視劇)
《橘子紅了》電視劇是根據作家琦君的同名小說所改編，由中视制作有限公司制作，并由北京榮信達影視藝術有限公司出品。台灣公共電視於2001年在公視頻道播映。 該劇由李少紅執導，周迅、黃磊、寇世勳、歸亞蕾等人主演。

## 劇情簡介
清末江南小鎮，大媽因為不能生育而被大伯（大媽丈夫）冷落在在橘園。為了從交際花嫣紅手裡奪回自己丈夫的愛，大媽為大伯納了小妾秀禾。而在拜堂儀式上，代替大伯行禮的耀輝（大伯的弟弟）卻愛上了秀禾。未見過大伯的秀禾被耀輝而吸引，而耀輝卻陷在長兄妾室與自己的未婚妻嫻雅中陷入兩難……

## 演員名單
| 演員名 | 角色名 | 角色關係       |
| ------ | ------ | -------------- |
| 寇世勳 | 容耀華 |                |
| 歸亞蕾 | 大媽   | 容耀華的大太太 |
| 賈妮   | 余嫣紅 | 容耀華的二太太 |
| 周迅   | 秀禾   | 容耀華的三太太 |
| 黃磊   | 容耀輝 | 容耀華的六弟   |
| 鄭重   | 大偉   | 嫣紅的情夫     |
| 白雪   | 嫻雅   | 容耀輝的未婚妻 |
| 沈暢   | 宛晴   | 容家的遠方姪女 |
| 林申   | 古沛凡 | 宛晴的朋友     |

## 收視反響

### 收視
根據中國中央電視台的收視率統計，電視劇《橘子紅了》全劇平均收視率7.76；巔峰收視率10.33；位居中國中央電視台電視劇頻道2002年度全年電視劇收視率第一名。

### 評價
學界與觀眾對《橘子紅了》電視劇的評價褒貶不一。 有讚揚者認為電視劇體現了整體上的美感十足， 也有觀眾認為故事唯美而配樂詭異， 更有導演認為該劇是“昂貴垃圾”。